# Молс, Майкл
Майкл Александр Молс (нидерл. Michael Alexander Mols; род. 17 декабря 1970, Амстердам) — нидерландский футболист, завершивший игровую карьеру, известный по выступлениям за «Рейнджерс» и «Утрехт».

## Клубная карьера

### Ранняя карьера

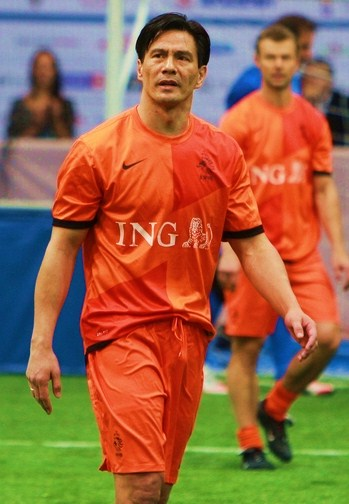
Молс в матче Кубка Легенд

Молс родился в Амстердаме в семье выходцев из Ост-Индии. Майкл — воспитанник знаменитого футбольного интерната «Аякса», но за основную команду он не сыграл ни одного официального матча. В 1991 году он дебютировал на профессиональном уровне за команду первого дивизиона «Камбюр», которой в следующем сезоне смог выйти в Эредивизи. Спустя год Молс перешёл в «Твенте». В новой команде он имел постоянное место в основе, но тем не менее забивал не часто.
В 1996 году Майкл подписал контракт с «Утрехтом». В 1999 году он выиграл Золотую Бутсу нидерландского первенства.

### «Рейнджерс»
Летом того же года Молс получил предложения от нескольких европейских клубов и выбрал шотландский «Рейнджерс». В первых пяти матчах за новый клуб Майкл забил 9 голов. В матче Лиги чемпионов против «Баварии» в столкновении с Оливером Каном он получил серьезную травму колена, которая оставила его вне игры на долгое время. Ранее в поединке турнира против земляков из ПСВ Молс забил два гола и помог «рейнджерам» добиться уверенной победы.
Молс перенёс довольно долгий процесс реабилитации и окончательно набрал форму к сезоне 2002/03, забив 13 мячей в 27 матчах. Благодаря этом бомбардирскому достижению он продлил себе контракт ещё на год. В декабре 2002 года в дерби «старой фирмы» Майкл забил победный гол «Селтику». За пять лет в составе «Рейнджерс» он выиграл чемпионат Шотландии и по два раза стал обладателем Кубка Шотландии и Кубка шотландской лиги.

### Завершение карьеры

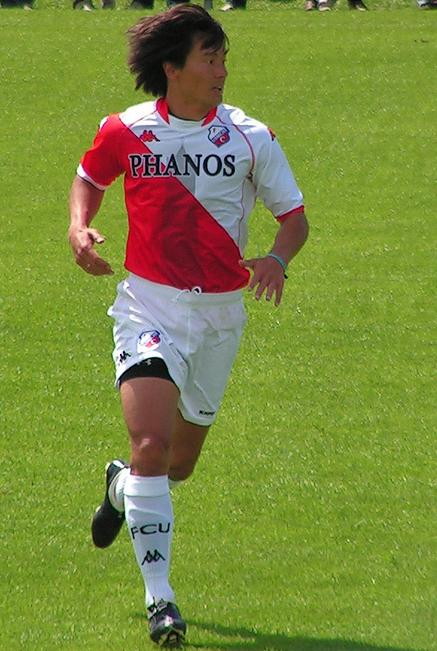
Молс в матче ветеранов «Утрехта», 2009 год.

После возвращения из Шотландии в 2004 году он выступал за «Утрехт», «АДО Ден Хааг». В составе АДО Молс планировал завершить карьеру в 2007 году, но передумал. Летом того же года он неудачно съездил на просмотр в австралийский «Перт Глори», после чего подписал годичный контракт с возможностью продления ещё на год с «Фейеноордом». В своём последнем сезоне в возрасте 38 лет он провёл 18 матчей и забил два гола. В 2009 году он завершил карьеру поиграв два сезона в «Фейеноорде».

## Международная карьера
18 января 1995 года в товарищеском матче против сборной Франции Молс дебютировал в сборной Нидерландов. За национальную команду он провёл 6 матчей.

## Интересные факты
После завершения карьеры Молс активно участвует в различных футбольных турнирах, в частности регулярно посещает Кубок Легенд, проходящий в Москве.

## Статистика

### Матчи Молса за сборную Нидерландов
| Матчи Молса за сборную Нидерландов | Матчи Молса за сборную Нидерландов | Матчи Молса за сборную Нидерландов | Матчи Молса за сборную Нидерландов | Матчи Молса за сборную Нидерландов | Матчи Молса за сборную Нидерландов |
| ---------------------------------- | ---------------------------------- | ---------------------------------- | ---------------------------------- | ---------------------------------- | ---------------------------------- |
| №                                  | Дата                               | Соперник                           | Счёт                               | Голы Молса                         | Соревнование                       |
| 1                                  | 18 января 1995                     | Франция                            | 0:1                                | —                                  | Товарищеский матч                  |
| 2                                  | 21 февраля 1998                    | США                                | 2:0                                | —                                  | Товарищеский матч                  |
| 3                                  | 24 февраля 1998                    | Мексика                            | 3:2                                | —                                  | Товарищеский матч                  |
| 4                                  | 18 ноября 1998                     | Германия                           | 1:1                                | —                                  | Товарищеский матч                  |
| 5                                  | 10 февраля 1999                    | Португалия                         | 0:0                                | —                                  | Товарищеский матч                  |
| 6                                  | 28 апреля 1999                     | Марокко                            | 1:2                                | —                                  | Товарищеский матч                  |

Итого: 6 матчей / 0 голов; 2 победы, 2 ничьи, 2 поражения.

## Достижения
Командные
«Рейнджерс»
- Чемпионат Шотландии по футболу — 2002/03
- Обладатель Кубка шотландской лиги — 2001/02, 2002/03
- Обладатель Кубка Шотландии — 2001/02, 2002/03

«Фейеноорд»
- Обладатель Кубка Нидерландов — 2007/08